# خورمیز علیا
خورمیز علیا روستایی در دهستان خورمیز بخش مرکزی شهرستان مهریز استان یزد ایران است.

## جمعیت
بر پایه سرشماری عمومی نفوس و مسکن در سال ۱۳۹۵ جمعیت این روستا ۲٬۱۹۸ نفر (۶۳۶خانوار) بوده‌است.